# Platani (Cipro)
Platani (in greco Πλατάνι?; in turco Çınarlı, in precedenza Bladan) è un villaggio turco-cipriota di Cipro, sotto il controllo de facto di Cipro del Nord. Esso è situato de iure nel distretto di Famagosta e de facto nel distretto di Gazimağusa. È de facto sotto il controllo di Cipro del Nord. Anche prima del 1974, Platani era un villaggio turco-cipriota.
Nel 2011 Platani aveva 183 abitanti.

## Geografia fisica
Platani è situato a 9 chilometri a nord di Lefkoniko, ai piedi del versante meridionale della catena montuosa del Pentadaktylos.

## Origine del nome
Il nome è probabilmente una versione corrotta di "platinos", che in greco significa "platano". Nel 1958, i turco-ciprioti cambiarono il nome in Çınarlı, che significa "luogo con un platano". Scelsero questo nome a causa di un grande platano nelle vicinanze del villaggio che i ciprioti usano per appendere le offerte votive, credendo che i desideri espressi in quel luogo si avverino.

## Società

### Evoluzione demografica
Nel censimento ottomano del 1831, i musulmani (turco-ciprioti) costituivano gli unici abitanti del villaggio. Per tutto il periodo britannico il villaggio rimase abitato esclusivamente da turco-ciprioti, a parte una piccola minoranza di greco-ciprioti che compaiono nei documenti per brevi periodi. Durante la prima metà del XX secolo, la popolazione del villaggio è aumentata costantemente, passando da 218 abitanti nel 1901 a 410 nel 1946. Tuttavia, nel censimento del 1960 si registrò un leggero calo, passando dai precedenti 410 a 378 abitanti. Alcuni abitanti del villaggio se ne andarono durante gli anni dell'emergenza della fine degli anni Cinquanta, così come molti altri ciprioti, migrando verso le città e spesso all'estero, soprattutto in Inghilterra e in Australia.
Nessuno è stato sfollato dalla popolazione originaria; tuttavia, il villaggio è servito come centro di accoglienza transitorio per gli sfollati turco-ciprioti nel 1964. Nel 1971, il geografo Richard Patrick ha registrato alcune famiglie sfollate dai villaggi vicini che vivevano ancora nel villaggio. Dal 1964 al 1974, Platani/Çınarlı fece amministrativamente parte dell'enclave turco-cipriota di Tziaos/Serdarlı; in quel periodo fungeva da avamposto per tale enclave. Patrick stimava la popolazione del villaggio a 390 abitanti nel 1971.
Attualmente il villaggio è abitato principalmente dai suoi abitanti originari. A causa della migrazione dei giovani per trovare lavoro in città e all'estero, la popolazione del villaggio è diminuita notevolmente, passando da 390 abitanti nel 1971 a 185 nel 2006.

## Monumenti e luoghi d'interesse

### Aree naturali
Platani è conosciuto localmente per la vicina grotta chiamata "Incirli Mağra", ricca  di stalattiti.